# 太平镇 (泾阳县)
太平镇，是中华人民共和国陕西省咸陽市泾阳县下辖的一个乡镇级行政单位。

## 行政区划
太平镇下辖以下地区：
柳村、张阁村、竹范村、西留村、魏村、太平堡村、寨头村、石刘村、骆村、孙家堡村、程家村、枣坪村、东临泾村、杈杨村、庙店村、陈贠湾村和王里堡村。